# Кэптор (мина)
«Кэ́птор» (англ. CAPTOR, бэкр. от enCAPsulated TORpedo, с англ. — «оболоченная торпеда», флотский индекс — Mk 60) — американская морская мина, относящаяся к классу неконтактных противолодочных мин. Представляет собой запускаемый с подкрыльевого пилона самолёта-носителя, либо УВП или торпедного аппарата корабля или подводной лодки, либо устанавливаемый на якоре контейнер с самонаводящейся малогабаритной противолодочной торпедой Mk 46. На протяжении многих лет была единственной американской миной, которая могла быть установлена на больших глубинах. «Кэптор» является одним из основных средств пассивной противолодочной обороны США.

## Разработка и принятие на вооружение
Работы над созданием глубоководной морской мины начались в первой половине 1960-х годов. Название «Кэптор» было принято в 1964 году — оно стало бэкронимом от Encapsulated Torpedo (букв. — торпеда в капсуле), что в переносном смысле совпадает с английским словом captor — «ловец».
Концептуальные работы над глубоководной миной, включающей в качестве ударного элемента торпеду, начались в первой половине 1960-х годов в Лаборатории военно-морского вооружения Уайт-Ок, штат Мэриленд. Всего, в разработке было задействовано пятнадцать казённых учреждений в структуре двух управлений флота, десять частных исследовательских учреждений и два научно-исследовательских института при частных университетах, ниже приводится их список:
Казённые исследовательские учреждения ВМС США
- Главное управление вооружения ВМС США
- Океанографическое управление ВМС США[англ.], Бей-Сент-Луис, Миссисипи;
- Лаборатория военно-морского вооружения[англ.], Уайт-Ок, Мэриленд;
- Исследовательский центр подводного вооружения флота[англ.], Ньюпорт, Род-Айленд;
- Йорктаунский минно-испытательный центр[англ.], Йорктаун, Виргиния;
- Лаборатория береговой обороны флота[англ.], Панама-Сити, Флорида;
- Исследовательский центр вооружений флота[англ.], Чайна-Лейк, Калифорния;
- Лаборатория эксплуатации и обслуживания вооружения флота[англ.], Колтс-Нек, Нью-Джерси;
- Лаборатория эргономических исследований флота[англ.], Сан-Диего, Калифорния;
- Отдел проектирования противолодочного вооружения флота[англ.], Силвер-Спринг, Мэриленд;
- База инженерно-технического обеспечения флота, Вашингтонская военно-морская верфь[англ.], Вашингтон, округ Колумбия;
- Инженерно-технический центр кораблестроения, Филадельфийская военно-морская верфь, Филадельфия, Пенсильвания;
- Испытательный центр военно-морской авиации[англ.], Пакс-Ривер, Мэриленд;
- Отряд войсковых испытаний и опытной эксплуатации вооружения и военной техники[англ.], Норфолк, Виргиния;
- Лаборатория вооружения флота[англ.], Дальгрен, Виргиния;
- Атлантический испытательный центр подводного вооружения и снаряжения[англ.], Андрос, Багамы;
- Исследовательский центр кораблестроения[англ.], Аннаполис, Мэриленд;

Военно-воздушные силы США (техническое содействие Испытательному центру военно-морской авиации ВМС)
Частные исследовательские учреждения коммерческих структур
- Honeywell, Inc., Marine Systems Division, (главный подрядчик НИОКР)
  - Advanced Marine Systems Operations, Хопкинс, Миннесота;
  - Marine Systems Center, Уэст-Ковина, Калифорния
- Aerojet General Corp., Torpedo Division, Oceanics Division,
  - Electronics Division, Азуса, Калифорния;
  - Von Karman Center, Азуса, Калифорния;
- Goodyear Aerospace Corp., Акрон, Огайо;
- Vitro Laboratories, Inc.[англ.], Силвер-Спринг, Мэриленд;
- Raff Analytic Study Associates, Inc., Силвер-Спринг, Мэриленд;
- Marine Acoustical Services, Inc., Майами, Флорида;
- Simplex Wire & Cable Co., Ньюингтон, Нью-Гэмпшир;
- Battery Corporation of America, Нью-Бронфелз, Техас;
- Catalyst Research Corp., Балтимор, Мэриленд;
- Budd Company, Metal Products Division, Филадельфия, Пенсильвания;

Академические научно-исследовательские учреждения
- Лаборатория прикладных исследований Техасского университета, Остин, Техас;
- Институт Рисёрч-Триэнгл[англ.] Дюкского университета, Рисёрч-Триэнгл-Парк, Дарем, Северная Каролина;

Первый контракт на изготовление партии новых мин для испытаний был заключен с одним из ведущих частных разработчиков, обладающим достаточной производственной базой для организации серийного производства мин — корпорацией «Гудьир-аэроспейс» (в настоящее время входит в состав фирмы «Лорал»). Поскольку предполагалось, что принятие на вооружение мины такого класса очень существенно — в несколько раз — снизит количество мин, необходимых для постановки заграждений и, соответственно, уменьшит расходы военного ведомства, конкуренция была весьма высокой, помимо «Гудьир-аэроспейс» в конкурсе на организацию серийного производства и поставок мин флоту участвовали следующие коммерческие структуры-производители вооружений:
AMBAC Industries, Inc., Bolt Beranek & Newman, Inc., Bulova Watch Co., Bunker Ramo Corp., Chrysler Corp., Columbia Scientific Corp., ESB, Inc., FMC Corp., General Dynamics Corp., General Motors Corp. United Delco Div., Hazeltine Corp., Honeywell, Inc., Teledyne Isotopes Nuclear Systems, Inc., Lockheed Aircraft Corp., Lockheed Missiles & Space Co., LPI DataComm Systems, Inc., Magnavox Systems, Inc., Marine Resources, Inc., Martin Co., Motorola, Inc., Sanders Associates, Inc., Singer Corp. Librascope Div., Sylvania Electric Products, Inc., Tracor, Inc., Vitro Laboratories, Inc., Western Gear Corp., Westinghouse Electric Corp. и ряд других.
12 июня 1975 года Советом по оборонным закупкам при Министерстве обороны США одобрено мелкосерийное производство мин (по цене $237 тыс. за шт.) ограниченной партией. Производство «кэпторов» быстро стало основным направлением работы главного подрядчика работ и уже в 1977 году составило 70% загрузки предприятий группы оборонных производств «Гудьир-аэроспейс».
Серийное производство мины было окончательно одобрено в 1979 году, а поставка «кэпторов» на флот началась в 1980 году. Столь долгая разработка и доводка мины до серийного выпуска объяснялась техническими трудностями. Проблемы с надёжностью мины стали причиной прекращения её выпуска почти сразу после его начала; выпуск возобновился только в 1982 году. Стоимость одной мины в 1978 году была 113 тыс. долл, в 1986—377 тыс..

## Конструкция
Внешне «Кэптор» представляет собой цилиндр длиной около 3,6 м с почти плоской головной частью (в ней имеется крышка для выпуска торпеды) и небольшим четырёхлопастным стабилизатором в хвостовой части. Корпус мины — это контейнер, внутри которого размещена торпеда и акустическая и вычислительная аппаратура. Якорь и свёрнутый минреп находятся в хвостовой части. После того, как мина оказывается в воде, якорь отделяется и ложится на дно, а мина, обладающая положительной плавучестью, устанавливается на заданной глубине в вертикальном положении. При глубине моря до 230 м мина устанавливается в придонном положении в 7,5 м от грунта. При глубине постановки 230—400 м углубление мины равно половине глубины места, а на глубинах от 460 м оно составляет 305 м, что близко к предельному. При срабатывании мины торпеда выстреливается вертикально вверх.
Мина способна определять шумы подводных лодок (ПЛ) противника на дистанции до 1 000 м; при этом она не реагирует на шумы надводных кораблей; на ПЛ в надводном положении она также не реагирует. «Кэптор» не реагирует на шумы своих ПЛ. Пассивный гидроакустический канал обнаружения шумов ПЛ работает в дежурном режиме, включаясь на 30—50 секунд через каждые 5 минут. Торпеда Mk 46 выпускается, когда аппаратура мины классифицирует цель как ПЛ, находящуюся в подводном положении. Система самонаведения торпеды — активно-пассивная, с дальностью обнаружения до 1 500 м. Сообщалось о существовании ядерной головной части к этой торпеде.
Срок службы мины без подъёма и ремонта, по заявлениям американцев — от нескольких недель до нескольких месяцев, хотя в 1980-е годы советские источники указывали, что «Кэптор» может находиться в режиме пассивного выжидания 2—5 лет. Совершенствование мины включает, помимо применения новой бортовой аппаратуры, её оснащение более современными моделями торпед, такими, как Mk 46 Mod 5 или Mk 50.

## Носители
«Кэптор» может ставиться как с надводных кораблей, так и с самолётов и подводных лодок; в последнем случае — через торпедные аппараты. Одним из основных носителей является самолёт базовой патрульной авиации (противолодочный) «Орион».
Корабли и подводные лодки
| Погрузка мины в УВП субмарины (январь 1972) |

Самолёты
|  | Отцепка торпеды с палубного противолодочного самолёта «Викинг» (1982) | Отцепка торпеды с патрульного противолодочного самолёта «Посейдон» (2013) |

Вертолёты
|  |  |  |  |

## ТТХ
- Общая длина: 3,68 м в варианте для надводного и воздушного носителя, 3,35 м для ПЛ.
- Диаметр: 533 мм для всех вариантов.
- Вес: 1077 кг в варианте для надводного и воздушного носителя, 935 кг для ПЛ.
- Дальность хода торпеды: около 7 300 м.
- Скорость хода торпеды: 28 узлов (около 52 км/ч).
- Вес боевой части торпеды: 45 кг.
- Наведение торпеды: активное/пассивное акустическое.
- Траектория торпеды до захвата цели: синусоида или окружность.
- Глубина постановки мины: свыше 900 м (по заявлениям разработчиков — до 3 тыс. футов, то есть 914 м)[3].

## Зарубежные аналоги
На момент, когда «Кэптор» была принята на вооружение, ВМФ СССР располагал противолодочными минами-торпедами уже в течение нескольких лет. Советская мина ПМТ-1 с характеристиками, примерно аналогичными таковым у «Кэптора», находилась на вооружении с 1972 года (эта мина была первой в мире миной этого класса вообще). ПМТ-1 несколько уступала Кэптору в дальности действия, поскольку в американской мине была применена более совершенная акустическая аппаратура и более современная торпеда. Эти недостаткитак и не были устранены в советской мине-торпеде МТПК-1, принятой в 1983 году.
Мины этого класса собственной разработки имеются также у Великобритании, Японии, Италии. В США продолжается разработка минно-торпедных комплексов и принятие на вооружение новых образцов этого оружия, таких, как SUBSTRIKE (боевая часть — торпеда Mk 50) или LSM.